# 布埃诺布兰当
布埃诺布兰当是巴西米纳斯吉拉斯州的一个市镇。总面积355.233平方公里，总人口10864人，人口密度30.6人/平方公里。